# De Hoge Dijk

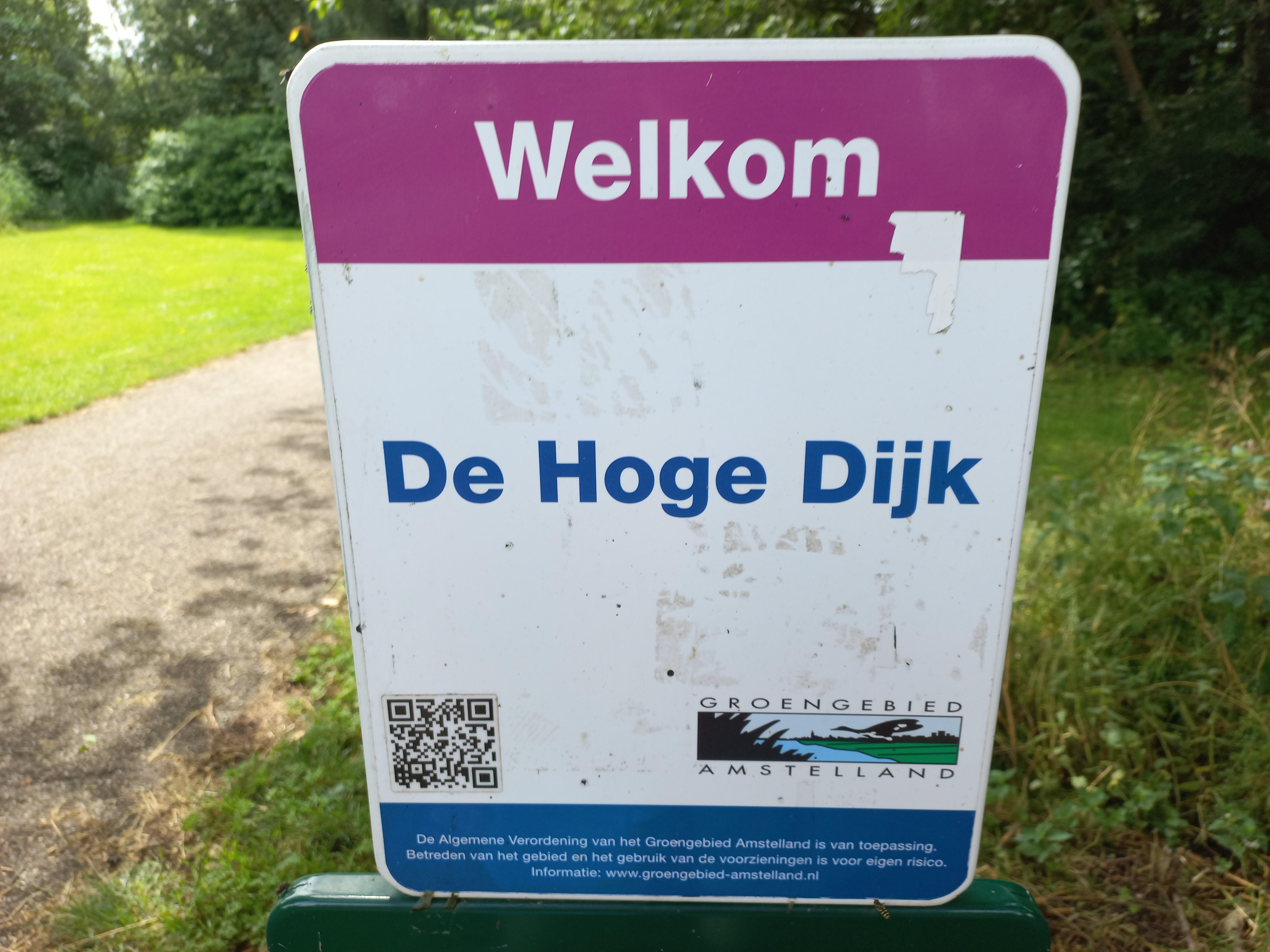
Infobord De Hoge Dijk (juni 2022)

De Hoge Dijk is een recreatiegebied en park in Amsterdam-Zuidoost. Het gebied is gelegen ten noorden van het dorp Abcoude, ten zuiden van de Amsterdamse woonwijk Reigersbos en het Snodenhoekpark in de wijk Gaasperdam, ten oosten van de Ouderkerkerplas en ten westen van de weilanden van de Broekzijdsche polder in de provincie Utrecht.
In de middeleeuwen lag hier het Reyghersbosch, een moeras en bosgebied met een kolonie reigers, ten noorden van de Hollandse Kade op de grens van de provincie Noord-Holland en Utrecht.
De Hoge Dijk is in de eerste helft van de jaren tachtig aangelegd, gelijktijdig met het gereedkomen van de wijk Reigersbos. Het ligt  globaal tussen de bebouwing van Reigersbos en het AMC-terrein en de Hollandse Kade. Het gebied wordt doorsneden door de (nu) viersporige ongelijkvloerse spoorlijn Amsterdam – Utrecht en de Abcouderstraatweg. Het meest westelijk gedeelte tot het knooppunt Holendrecht nabij de Ouderkerkerplas is een golfbaan.
Naast groenvoorzieningen en bankjes zijn er ook fiets-, ruiter- en wandelpaden. Door het gebied lopen verschillende wandelroutes van het Wandelnetwerk Amstelland.
Daarnaast zijn er ook speelweiden en is er een recreatiebad genaamd de 'Speelsloot' met een ballenlijn. Aangrenzend aan het park ligt het natuurterrein Klarenbeek.
Het park wordt door Groengebied Amstelland beheerd.

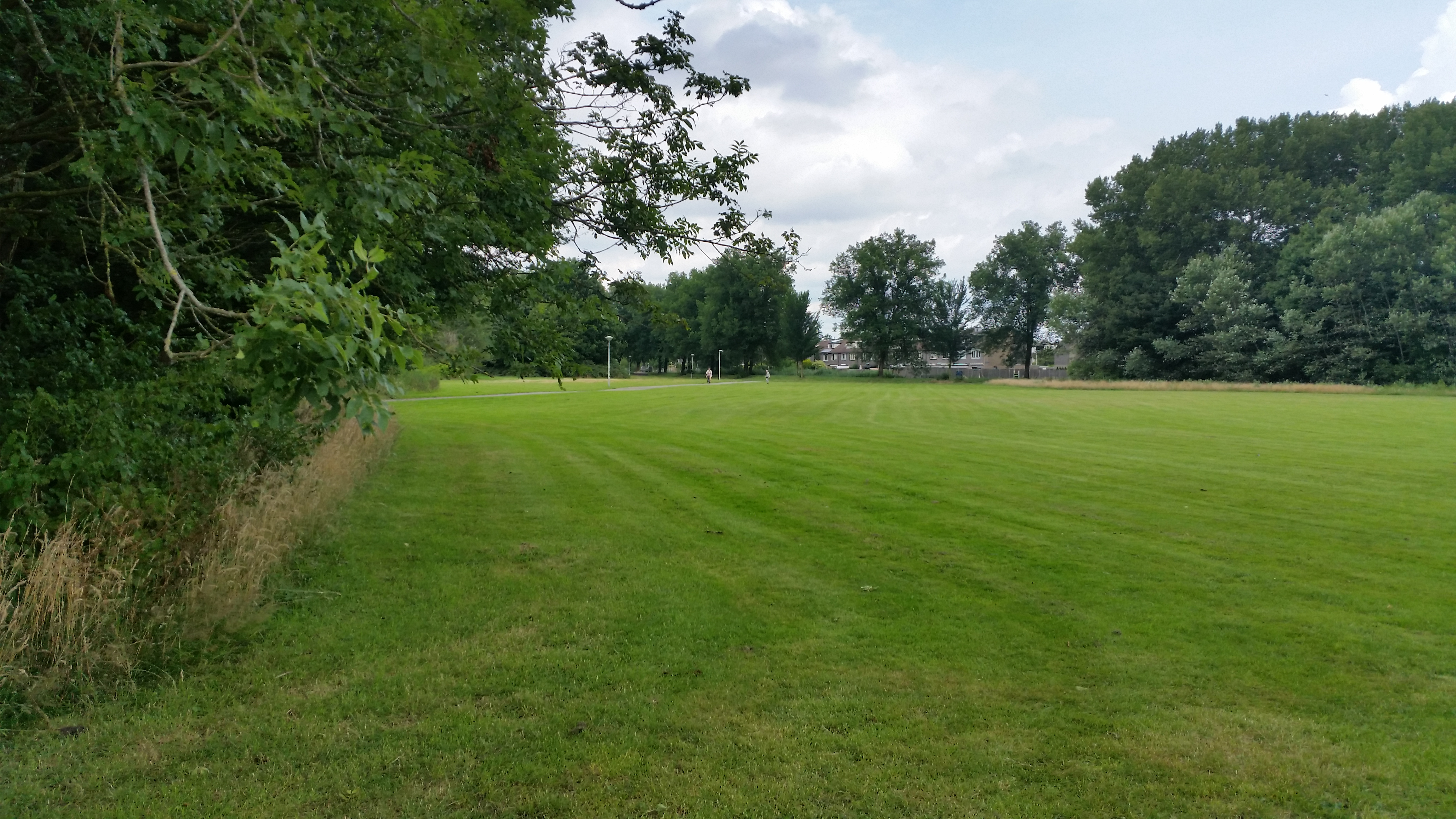
De Hoge Dijk ter hoogte van het Abcouderpad (op de achtergrond) (juli 2020)